# Claydee
Claydee, nome d'arte di Klajdi Lupa (Tirana, 7 giugno 1985), è un cantante e ballerino albanese naturalizzato greco.

## Biografia
Claydee è nato a Tirana, ma quando aveva soli 4 anni la famiglia Lupa si trasferì ad Atene. Dopo le scuole superiori, prende una qualifica in Audio engineering alla SAE (International Technology College).
Ha lavorato per due anni, dal 2008 al 2010, per il canale MTV Grecia.

## Carriera
Si è fatto conoscere soprattutto per il singolo Mamacita buena del 2012.

## Discografia

### Come produttore e/o compositore
- 2008: Christos Hatzinasios and Nancy Alexiadi - Kakomathimeno
- 2009: Taki Tsan - Akoma Zontanos
- 2010: Nikos Ganos - Last Summer
- 2010: Reckless - The End
- 2010: Sakis Rouvas - To allo sou miso
- 2011: Beetkraft ft.Rukus - Player
- 2011: Kostas Martakis - Agries diatheseis
- 2011: Stratos STAN Antipariotis - Taxidepse me
- 2011: Dimension X ft.Nikki Ponte - Hey you
- 2011: Dimension X - Na m'agapas
- 2011: Playmen & Claydee ft. Tamta - Tonight
- 2012: Tamta - Niose tin kardia
- 2012: Dimension X - Thelo
- 2012: Katerina Stikoudi - Mi
- 2012: Nikki Lee - Chiki Chiki
- 2013: Nikki Lee - Heleya
- 2013: Eleftheria Eleftheriou - Teliosame
- 2014: Eleftheria Eleftheriou - Gia Sena

### Singoli
- 2010 - Call Me
- 2011 - Deep Inside
- 2012 - Mamacita Buena
- 2013 - Sexy Papi
- 2013 - Watching Over You featuring Dimension X
- 2013 - Do It feat. Ruby
- 2014 - Hey Ma feat. Alex Velea
- 2014 - Because Of You featuring Katie Bell
- 2015 - Who featuring Faydee
- 2015 - Te quiero featuring Dave Audé